# Julien Bilodeau (compositeur)
Pour les articles homonymes, voir Julien Bilodeau.
 (septembre 2024).
Il peut être nécessaire de l'améliorer pour respecter le principe de neutralité de point de vue. 

Julien Bilodeau, né à Québec en 1974, est un compositeur québécois de musique classique et d'opéra.
Après une formation au Québec et en Europe, Julien Bilodeau reçoit des commandes d'ensembles symphoniques canadiens tel que l'Orchestre symphonique de Montréal et l'Orchestre métropolitain du Grand Montréal, l'Orchestre Symphonique de Toronto, l'Orchestre I Musici de Montréal, l'Opéra de Montréal et la Canadian Opera Company. Depuis Another Brick in the Wall: The Opera (2017), son adaptation opératique de l'œuvre The Wall  de Pink Floyd, Julien Bilodeau se consacre davantage au genre de l'opéra.

## Débuts en musique et Formation
En 1995, Julien Bilodeau fait paraître l'album intitulé Hymnemonde, son premier projet musical à titre d'interprète et compositeur, alors qu'il est membre du groupe de rock progressif Pangée.
En 1999, Julien Bilodeau entreprend ses premières études en composition au Conservatoire de musique de Montréal où il se voit décerner deux premiers prix avec grandes distinctions en composition instrumentale et en analyse musicale. Il poursuit sa formation en Europe, pendant quatre années vers Paris à l’Institut de recherche et coordination acoustique/musique (IRCAM) et au Centre de création musicale Iannis Xenakis (CCMIX), puis au stage annuel de l’Ensemble Modern Akademie et de la Hochschule für Musik und Darstellende Kunst à Francfort en Allemagne.

## Création musicale

### Conception
Sa conception musicale se base principalement sur la tradition classique occidentale de Bach à Britten. Ses influences contemporaines couvrent un vaste éventail allant de Pascal Dusapin à Fausto Romitelli en passant par Philipp Glass ou encore Thomas Adès. Son catalogue témoigne d'un intérêt marqué pour l'orchestre symphonique et l'opéra.
L'hybridation ou la rencontre entre les univers esthétiques classique et rock fait aussi partie de sa démarche dans une œuvre telle que Another brick in the Wall: The Opera ou encore À coups.

### Œuvres instrumentales
En 2004, le compositeur participe à la biennale Forum 2004 du Nouvel Ensemble Moderne .Il fait partie des sept compositeurs qui créent une œuvre présentée lors du 7e Forum international des jeunes compositeurs sous la direction de Lorraine Vaillancourt.
Le répertoire symphonique des XIXe et XXe siècle est une influence que l'on retrouve dans ses œuvres telles Qu’un cri élève nos chants et son Ouverture lente. Créée en 2011, Qu’un cri élève nos chants! est une commande de l’orchestre symphonique de Montréal avec l’aide du Conseil des Arts et des Lettres du Québec. Elle est jouée lors de l’inauguration de la nouvelle salle de concert de l’Orchestre symphonique de Montréal, le 7 septembre 2011, sous la direction du chef d’orchestre Kent Nagano.
Au printemps 2012, il compose son Concerto du Printemps, pour piano solo et orchestre, à l’intention du pianiste Matthieu Fortin, joué par l’Orchestre de la Francophonie et sous la direction de Jean-Philippe Tremblay.
Ses œuvres sont jouées par des ensembles tels que l’Orchestre Symphonique de Montréal, l’Ensemble Modern, l’ensemble ltinéraire, l’Orchestre des Amériques de New York, l’Orchestre Métropolitain du Grand Montréal et le Nouvel Ensemble Moderne. Depuis 2010, il a collaboré avec les chefs d'orchestre Kent Nagano, Yannick Nézet-Séguin, Lorraine Vaillancourt, Jean-Marie Zeitouni, Alain Trudel et Xian Zhang, . Grâce à ses expériences et opportunités, Julien Bilodeau s’inscrit de plus en plus dans le paysage musical contemporain québécois et canadien.

### Opéras
Le 11 mars 2017, son premier opéra, Another brick in the Wall, mis en scène par Dominic Champagne voit le jour à l'Opéra de Montréal, dans le contexte du 375e anniversaire de fondation de Montréal. L'œuvre de deux heures ayant nécessité un investissement de 3,1 millions de dollars canadiens remplit la salle Wilfrid-Pelletier à chacune des dix représentations. À ce jour, Another brick in the Wall est le succès le plus notable de Julien Bilodeau. Comme le mentionne le musicologue Danick Trottier dans un article consacré à l'analyse de l'opéra:  « La nouvelle œuvre de Bilodeau repose sur la trame narrative de l’album double de Pink Floyd en reprenant les 26 chansons tout en apportant des modifications importantes aux niveaux musical et dramatique, transformant ainsi l’œuvre d’origine en opéra » (p. 138). Roger Water, chanteur-compositeur de Pink Floyd, a également collaboré à la création. Plusieurs éléments scénographiques rappellent le film The Wall d'Alan Parker paru en 1982.
L'opéra La beauté de monde, est une commande de l’opéra de Montréal pour l'automne 2022 et La Reine-Garçon, est une commande du Canadian Opera Company et de l’Opéra de Montréal, à l'horaire de la programmation de l'année 2024et 2025.
Oeuvres Principales
| Ordre chronologique | Titre de l’œuvre            | Jouer par l’ensemble                                        | Dirigé par             |
| Printemps 2011      | Qu’un cri élève nos chants! | Orchestre Symphonique de Montréal                           | Kent Nagano            |
| Juillet 2012        | Concerto du Printemps       | Matthieu Fortin (soliste) et l’Orchestre de la Francophonie | Jean-Philippe Tremblay |
| Mars 2017           | Another brick in the wall   | Opéra de Montréal et Cincinnati Opera                       | Alain Trudel           |
| Septembre 2017      | Ouverture Lente             | I Musici                                                    | Jean-Marie Zeitouni    |
| Automne 2022        | La beauté du monde          | Opéra de Montréal                                           | Jean-Marie Zeitouni    |
| Hiver 2024          | La Reine-Garçon             | Canadian Opera Company/Opéra de Montréal                    | Johannes Debus         |
| Automne 2024        | Plaidoirie du pendu         | Orchestre Symphonique de Sherbrooke                         | Jean-Marie Zeitouni    |

## Prix et distinctions
| Année | Titre du prix                       |
| 2006  | Prix Robert Flemming                |
| 2018  | Prix Opus du compositeur de l’année |
| 2018  | Prix Opus "événement de l'année     |
| 2022  | Prix Richard-Grégoire               |

En 2006, Julien Bilodeau obtient le prix Robert Flemming, offert par le conseil des arts du Canada. Ce prix est remis chaque année : « à un jeune compositeur canadien doté d'un talent exceptionnel afin de favoriser le développement de sa carrière. Ce prix représente l'un des seuls offerts aux compositeurs canadiens ».
Le 4 février 2018, le Conseil des arts et des lettres du Québec (CALQ) décerne les Prix Opus du compositeur de l’année et de l'événement musical de l'année à Julien Bilodeau pour son opéra Another Brick in the Wall.
Le 27 septembre 2022, la Société professionnelle des Auteurs et des Compositeurs du Québec (SPACQ) décerne le prix Richard-Grégoire à Julien Bilodeau pour sa contribution à l'opéra québécois.
À l'automne 2024, son opéra La reine-Garçon est finaliste aux International Opera Awards dans la catégorie "World Premiere".